# Rib Lake
Rib Lake é uma vila localizada no estado norte-americano de Wisconsin, no Condado de Taylor.

## Demografia
Segundo o censo norte-americano de 2000, a sua população era de 878 habitantes.
Em 2006, foi estimada uma população de 846, um decréscimo de 32 (-3.6%).

## Geografia
De acordo com o United States Census Bureau tem uma área de
6,0 km², dos quais 4,8 km² cobertos por terra e 1,2 km² cobertos por água. Rib Lake localiza-se a aproximadamente 478 m acima do nível do mar.

## Localidades na vizinhança
O diagrama seguinte representa as localidades num raio de 36 km ao redor de Rib Lake.